# Polom (Přerovi járás)
Polom település Csehországban, Přerovi járásban. Polom Starý Jičín, Jeseník nad Odrou, Špičky, Bělotín és Hustopeče nad Bečvou településekkel határos. Lakosainak száma 315 fő (2024. január 1.).

## Népesség
A település lakosságának változását az alábbi diagram mutatja:
| Lakosok száma | 577  | 603  | 686  | 553  | 327  | 289  | 250  | 283  | 283  | 315  |
|               | 1869 | 1890 | 1921 | 1950 | 1980 | 2001 | 2017 | 2019 | 2022 | 2024 |